# Chaumont Volley-Ball 52 Haute-Marne 2015-2016
Questa voce raccoglie le informazioni riguardanti lo Chaumont Volley-Ball 52 Haute-Marne nelle competizioni ufficiali della stagione 2015-2016.

## Organigramma societario
Area direttiva
- Presidente: Bruno Soirfeck
- Vicepresidente: Lionel Atlan
- Segreteria generale: Marie-Ange Noirot, Clèmence Blache

Area organizzativa
- Tesoriere: Sophie Flenet
- Direttore sportivo: Christian Marcenac
- General manager: Jiří Cerha
- Responsabile palasport: Daniel Channaux, Patrice Guiraud

Area tecnica
- Allenatore: Silvano Prandi
- Allenatore in seconda: Ludovic Kupiec
- Scout man: Antonello Andriani, Ludovic Kupiec, Bruno Weingaertrner
- Responsabile settore giovanile: Eric Secchi

Area comunicazione
- Speaker: Yvan Reynaud

Area marketing
- Responsabile marketing: Gilbert Gleyot
- Biglietteria: Gèraldine Jeanbaptiste, Stéphane Jeanbaptiste, Alain Bidaut

Area sanitaria
- Medico: Christophe Bremard
- Fisioterapista: Frédéric Coulerot
- Osteopata: Laurence Rousselot

## Rosa
| N° | Nome               | Ruolo | Data di nascita  | Nazionalità sportiva |
| -- | ------------------ | ----- | ---------------- | -------------------- |
| 1  | Horacio d'Almeida  | C     | 11 giugno 1988   | Francia              |
| 2  | Gojko Cuk          | C     | 10 ottobre 1988  | Bosnia ed Erzegovina |
| 4  | Stanislav Šimin    | C     | 4 ottobre 1986   | Serbia               |
| 5  | Martin Repak       | P     | 31 marzo 1981    | Slovacchia           |
| 6  | Miloš Terzić       | S     | 13 giugno 1987   | Serbia               |
| 8  | Gary Chauvin       | P     | 29 dicembre 1987 | Francia              |
| 9  | Stéphen Boyer      | S/O   | 10 aprile 1996   | Francia              |
| 10 | Scott Rhein        | S     | 12 giugno 1993   | Stati Uniti          |
| 13 | Ronal Jiménez      | S/O   | 9 gennaio 1990   | Colombia             |
| 14 | Nathan Wounembaina | S     | 22 novembre 1984 | Camerun              |
| 16 | Jérémie Mouiel     | L     | 4 maggio 1995    | Francia              |
| 19 | Sebastián Closter  | L     | 13 maggio 1989   | Argentina            |